# 茨韋爾希格拉本河
48°54′46″N 10°53′19″E / 48.91277°N 10.88860°E
茨韋爾希格拉本河（德語：Zwerchgraben）是德國的河流，位於該國東南部，由巴伐利亞負責管轄，屬於布呂爾格拉本河的右支流，河道全長1.3公里，發源自朗根阿爾特海姆以北。